# Anarhichadidae
Cá sói được gọi là con sói biển, là một họ cá Anarhichadidae, bộ Cá vược. Chúng có nguồn gốc từ vùng nước lạnh của Đại Tây Dương và Thái Bình Dương phía bắc, nơi họ sinh sống trên thềm lục địa và các sườn dốc, độ sâu khoảng 600 m (2.000 ft). Chúng là loài ăn tầng dưới, ăn động vật không xương vỏ cứng như sò, động vật da gai, và động vật giáp xác, mà chúng cắn vỡ bằng hàm khỏe.

## Loài
Có 5 loài trong 2 chi:
- Chi Anarhichas
  - Cá sói phương bắc, Anarhichas denticulatus Krøyer, 1845.
  - Cá sói Đại Tây Dương hay sói biển, Anarhichas lupus Linnaeus, 1758.
  - Cá sói đốm, Anarhichas minor Olafsen, 1772.
  - Cá sói Bering, Anarhichas orientalis Pallas, 1814.
- Chi Anarrhichthys
  - Lươn sói, Anarrhichthys ocellatus Ayres, 1855.